# گروس کرویتس
گروس کرویتس (به آلمانی: Groß Kreutz) یک شهر در آلمان است که در پوتسدام-میتلمارک واقع شده‌است. گروس کرویتس ۸٬۴۳۵ نفر جمعیت دارد.